# Othon III de Moravie
Othon III de Moravie (en tchèque : Ota III. Olomoucký), né vers 1122 et mort le 12 mai 1160, est duc d'Olomouc de 1140 à 1160.

## Origine
Othon ou Otto est le fils de Othon II de Moravie et de Sophie fille du comte Henri de Berg.

## Biographie
En 1126, après la mort de son père, Othon passe sa jeunesse en exil dans la principauté de Kiev. Après son retour en Moravie en 1140 il reçoit l'héritage de son père c'est-à-dire le duché d'Olomouc. Avec ses cousins Conrad II de Znojmo et Luitpold, le fils du duc Bořivoj II, ils se rebellent contre leur parent le roi Vladislav II de Bohême et cherchent à obtenir la couronne du royaume de Bohême pour lui-même.
Le 22 avril 1142 les armées des deux parties belligérantes s'affrontent près de Kutna Hora. Vladislav II de Bohême est vaincu, il demande l'aide de Conrad III dont il avait épousé la demi-sœur et  rentre pacifiquement à Prague la même année. Othon III et son cousin abandonnent alors la lutte et Conrad III leur rend en 1144 pour cette raison, leur principauté. Jusqu'à sa mort en 1160, Othon III reste un fidèle de Vladislav II et il participe avec Conrad III en 1147 à la deuxième croisade en Terre sainte.

## Union et postérité
Il avait  épousé une certaine Durantia (ou Durancia), avec qui il a plusieurs enfants :
- Swatawa († 1160) ;
- Vladimir d'Olomouc († 1200) ;
- Bretislav de Lundenburg († avant 1201)  dont un fils Siegfried († 1227) ;
- Hedwige (†  16 janvier 1160) ;
- Maria.

## Source
- (de) Cet article est partiellement ou en totalité issu de l’article de Wikipédia en allemand intitulé « Otto III. (Mähren) » (voir la liste des auteurs), édition du 19 mai 2014.
- Jörg K.Hoensch Histoire de la Bohême Éditions Payot Paris (1995)  (ISBN 2228889229)
- Pavel Bělina, Petr Čornej et Jiří Pokorný Histoire des Pays tchèques Points Histoire U 191 Éditions du Seuil Paris (1995)  (ISBN 2020208105)
- (de) Europäische Stammtafeln Vittorio Klostermann, Gmbh, Francfort-sur-le-Main, 2004  (ISBN 3465032926),  Die Herzoge von Böhmem I und die Fürsten von Mähren (Die Przemysliden)  Volume III Tafel 54.